# نشئه در سالن ناخن
«نشئگی در سالن ناخن» (انگلیسی: Stoned at the Nail Salon) ترانه‌ای از خواننده-ترانه‌سرای نیوزیلندی لرد است. این ترانه در ۲۲ ژوئیه ۲۰۲۱ به عنوان دومین تک‌آهنگ سومین آلبوم استودیویی‌اش، سولار پاور (۲۰۲۱) از طریق یونیورسال میوزیک نیوزیلند منتشر شد.  نوشتن و تهیه این ترانه بر عهدهٔ لرد و جک آنتونوف بوده‌است. در این ترانه فیبی بریدجرز، کلرو، مارلون ویلیامز و لارنس اریبیا به عنوان آواز پس‌زمینه حضور دارند.
«نشئگی در سالن ناخن» بالادی فولک است که لرد در آن دربارهٔ افزایش سن و گذشت زمان صحبت می‌کند. منتقدان به تفاوت این ترانه با «سولار پاور»، که مستقیماً پیش از این منتشر شد و «نشئگی در سالن ناخن» را به آلبوم‌های پیشین خود قهرمان محض و ملودراما مورد ارتباط قرار داد، اشاره کردند. «نشئگی در سالن ناخن» پس از انتشار در جدول‌های موسیقی استرالیا، ایرلند و نیوزیلند قرار گرفت.